# Denneville
Denneville foi uma comuna francesa na região administrativa da Normandia, no departamento da Mancha. Estendia-se por uma área de 8,24 km². Em 2010 a comuna tinha 553 habitantes (densidade: 67,1 hab./km²).
Em 1 de janeiro de 2019, passou a formar parte da nova comuna de Port-Bail-sur-Mer.